# Debao
Debao är ett härad i Baises stad på prefekturnivå i den autonoma regionen Guangxi i sydligaste Kina. Det ligger omkring 180 kilometer väster om regionhuvudstaden Nanning.